# Белорусский цементный завод
ОАО «Белорусский цементный завод» (бел. ААТ «Беларускі цэментны завод») — белорусская компания по производству цемента и других строительных материалов, расположенная на востоке страны, в городе Костюковичи Могилёвской области. Один из трёх цементных заводов в Республике Беларусь и единственный, введённый в эксплуатацию после провозглашения независимости.

## История
Строительство завода возле крупного месторождения цементного сырья «Коммунары» началось в 1987 году. Первая технологическая линия была введена в эксплуатацию в 1996 году. На предприятии был применён передовой для своего времени «сухой» способ производства цемента из высоковлажных мелов. В 2000 году была запущена линия по упаковке цемента в бумажные мешки 25-50 кг и мягкую упаковку 800-1500 кг. В 2003 году была введена в эксплуатацию газотурбинная установка, используемая как для выработки электричества, так и для сушки сырья отработанными газами.
Предприятие ведёт работу по удешевлению затрат на топливо за счёт увеличения доли каменного угля и торфяных брикетов. В 2019 году БЦЗ получил отсрочку по погашению задолженности по кредитам до 2038 года и освобождение от земельного налога и налога на недвижимость на этот же период.
98,63% акций ОАО находятся в республиканской собственности, 0,39% — в коммунальной.

## Структура
- Филиал №3 «Минский комбинат силикатных изделий
- Филиал №6 «Любанский комбинат строительных материалов»
- Филиал №7 «Оршастройматериалы» (стеновые блоки)

В 2005 и 2013 годах к БЦЗ были присоединены два сельскохозяйственных предприятия (в настоящее время — филиал №1 «Цемагро»).

## Деятельность
| Производство цемента на БЦЗ, тыс. т:                                                            |
| Графики недоступны из-за технических проблем. См. информацию на Фабрикаторе и на mediawiki.org. |

Помимо 1601 тыс. т цемента, произведённых в 2015 году, предприятие выпустило 98,9 тыс. т извести. Мощность БЦЗ после проведённой модернизации составляет 2950 тыс. т. Предприятие специализируется на производстве цемента марок ПЦ-500 Д0, ПЦ-500 Д20, ШПЦ-400, ПЦ-500 Д5, I 42,5 Н, II А-Ш 42,5 Н, ПЦП 500, ПЦП 450, ПЦП 400, ПЦТ I-100, ПЦТ II-50.
В 2018 году было произведено продукции на 232,2 млн руб. (ок. 115 млн долларов).
В 2015 году 38,2% произведённой продукции поставлено на экспорт, главный импортёр — Российская Федерация.